# Spalax nehringi
Spalax nehringi és una espècie de mamífer rosegador de la família dels espalàcids. Viu a Armènia, Geòrgia i Turquia. Es tracta d'un animal subterrani. El seu hàbitat natural són les estepes obertes i seques. És una espècie en risc mínim, és a dir, no sembla que hi hagi cap amenaça significativa per a la seva supervivència.
L'espècie fou anomenada en honor del zoòleg alemany Carl Wilhelm Alfred Nehring.